# Ricardo Jésus
Pour les articles homonymes, voir Jesus.
Jésus Ricardo da Silva dit Ricardo Jésus, né le 16 mai 1985 à Campinas (Brésil) est un joueur de football brésilien évoluant au poste d'attaquant.

## Biographie
Il commence sa carrière à l'Internacional puis rejoint la Russie pour le Spartak Naltchik en 2007.
Le 3 décembre de la même année, il conclut un contrat de cinq ans avec le CSKA Moscou pour 2 millions d'euros. D'ailleurs, son club initial reçut, selon un accord, 25 % de cette vente soit 500 000 €.
Il débute au CSKA le 15 mars 2008 dans un match contre Chinnik. Il marque son premier but le 6 août 2008 en 1/16 de finale de la coupe de Russie contre le Torpedo Vladimir.
N'ayant pas réussi à s'imposer dans le club russe, il est prêté au AEL Larissa en janvier 2010. Puis au Spartak Nalchik. Et enfin, à  Ponte Preta en 2011.

## Palmarès
- Coupe de Russie : 2008

## Anecdotes
- C'est le seul joueur brésilien du CSKA qui provient d'un autre club russe.